# Головинский, Юлиан Николаевич
Юлиан Николаевич Головинский (укр. Юліан Миколайович Головінський; 1 декабря 1894, Радымно — 30 сентября 1930, Великие Глебовичи) — сотник Украинской Галицкой Армии, командир VI (Равской) бригады, позднее — I бригады Красной Украинской Галицкой Армии, инициатор её перехода на сторону армии Украинской Народной Республики, один из основателей Украинской войсковой организации, боевой референт, краевой комендант УВО (1926-27 гг.), краевой руководитель ОУН (1930 г.).

## Ранние годы
Родился в 1894 году в городке Радымно, лежащем на левом берегу Сяна, на половине дороги между Перемышлем и Ярославом.
Отец — Мыкола Головинский, был австрийским почтовым чиновником и умер, когда Юлиан был ребёнком. Мать — Теофила (девичья фамилия Шрам), после смерти мужа переселилась с двумя сыновьями во Львов, где зарабатывала как частная учительница.
Получив среднее образование в гимназии города Ярослав, Головинский сдал экзамен зрелости во Львове.

## Военная служба
С началом Первой мировой войны вступил на службу в австрийскую армию. В рядах 30-го пехотного полка воевал на итальянском фронте в 1915—1918 годах. Получил офицерское звание поручика и целый ряд наград за отвагу. После окончания Первой мировой войны переехал в Любачув, где проживала в то время его семья. Узнав о провозглашении Западно-Украинской Народной Республики, начал организацию украинских военных отделов в районе Любашева, которые стали основой для формирования 6-й Равской бригады Украинской Галицкой Армии (УГА), в которой поручик Головинский долгое время был начальником штаба, а позднее, в звании сотника, — командиром.
В составе VI (Равской) бригады УГА сотник Головинский отбыл всю Ноябрьскую кампанию, отметившись тем, что приучил личный состав своего подразделения молниеносно маневрировать — наступать и отступать, тактике, которая не давала противнику возможности планировать наступление и наносила ему большие потери. Во главе той же бригады сотник Головинский перешёл реку Збруч и был участником соединения украинских армий и взятия Киева 31 августа 1919 года.
После перехода УГА к большевикам сотник Головинский был одним из организаторов переходу на сторону армии УНР в апреле 1920 года.
После отступления УГА на юг Украины, а позднее на запад, где были союзные в то время с Украиной польские войска, Головинский попал в польский плен, прошёл через польские лагеря для интернированых (Фридрихвиц, Яловец), откуда бежал и добрался до Праги, где закончил обучение, получив степень доктора-ветеринара в Брно.

## Подпольно-революционная деятельность
В 1924 году вернулся в Галичину и продолжал принимать участие в освободительной борьбе в составе Украинской Военной Организации (УВО). Был членом Начальной команды (Верховного командования) УВО, в составе Краевовой команды (командования на Западной Украине) УВО под руководством Ярослава Индышевского занимал должность заместителя краевого коменданта и боевого референта.
После выезда Ярослава Индышевского за границу в конце 1924 году Юлиан Головинский становится краевым командантом УВО и создает легендарную «Летучую Бригаду». На протяжении всего своего руководства Краевой Командой УВО он не только возглавлял «Летучую Бригаду», но и лично принимал участие в её эксах, в том числе и нападении на главную почту Львова 28 марта 1925 года. Под его руководством бригады боевиков собрали больше денег чем все УВО за предыдущие 10 лет.
Считал нецелеосообразным добывать разведданные «генеральным штабам чужих армий для использования в регулярной войне» предлагая сосредоточится на обеспечении сопротивления УВО путем «локальной разведки для партизанских диверсий». По его мнению сбор сторонней информации отвлекал от основных (силовых) акций, приносил лишние потери личного состава, при этом сама организация рисковала превратиться в орудие иностранных разведок и скомпрометировать себя в глазах населения.
По делу о покушении на польского куратора-шовиниста Собинского в 1927 году был арестован. Во время следствия ни в чём не сознался. На суде защищал себя сам и был освобожден. Но польская полиция, уверенная в участии Головинского в деятельности УВО, установила за ним наблюдение. Это стало причиной увольнения Головинского с должности Краевого коменданта УВО, но не заставило его отойти от организационных дел. Вместе с Осипом Матковским он стал основателем автобусного предприятия «Чесанов-Львов» и начал заниматься перевозками людей и товаров. Это давало ему возможность свободно передвигаться и принимать активное участие в деятельности УВО.
Весной 1930 года Юлиан Головинский становится краевым руководителем ОУН на Западной Украине.

## Проекты
По словам Осипа Матковского [1, стр. 102—103] Ю. Головинский пробовал реализовать целый ряд проектов новейшей тактики противопольской борьбы с применением:
1. газового оружия (как акт мести за антиукраинские действия польского правительства в Галичине и на Волыни — совершить газовые атаки в Кракове, Познани и Варшаве)
2. бактериологического оружия (путём отравления водопроводов в наиболее крупных городах «коренной» Польши — с целью ослабить польское государство через распространение эпидемии на польских этнических территориях);
3. авиации (сделать подпольный аэродром УВО в Карпатах на территории Чехословакии и закупить несколько спортивных самолётов в странах Америки для совершения террористических актов против польского государства).

## Арест и гибель
В следствии по делу о нападении на почтовый транспорт с деньгами под Бобркой Головинский был выдан во время допроса Романом Барановским и арестован во Львове 20 сентября 1930 года. После 10 дней тюрьмы его повезли на опознание в Бибрку.
30 сентября 1930 года по поручению высших полицейских наставников полицейский агент Радонь по дороге к Глебовичам привязал закованного в наручники Головинского к дереву и застрелил (три выстрела в область груди и контрольный в голову). Официально было объявлено о гибели Головинского при попытке побега.
Похоронен в Великих Глебовичах.